# Famille Dupleix
 (mai 2014).
Si vous disposez d'ouvrages ou d'articles de référence ou si vous connaissez des sites web de qualité traitant du thème abordé ici, merci de compléter l'article en donnant les références utiles à sa vérifiabilité et en les liant à la section « Notes et références ».
La famille Dupleix est originaire du Poitou.

## Origine
La famille Dupleix est originaire du Poitou et plus précisément de Châtellerault.[réf. nécessaire]

## Personnalités
- René-François Dupleix (1664-1735), fermier général, directeur de la ferme des tabacs de Morlaix, directeur de la Compagnie des Indes ;
- Charles-Claude-Ange Dupleix (1696-1750), seigneur de Bacquencourt, fermier général;
- Joseph François Dupleix (1697-1763), frère de Charles-Claude-Ange, gouverneur général des comptoirs français en Inde ;
- Aimé-François Dupleix, maire des Sables-d'Olonne de 1749 à 1752 ;
- Aimé-René Dupleix, maire des Sables-d'Olonne de 1816 à 1819 ;
- Charles Joseph Dupleix de Mézy (1766-1835), petit-fils de Charles-Claude-Ange, haut fonctionnaire et homme politique français.

## Postérité
- Dupleix, ville de l'Algérie française, aujourd'hui Damous.
- Plusieurs lieux dans le 15e arrondissement de Paris, nommés d'après Joseph François Dupleix :
  - rue Dupleix ;
  - place Dupleix ;
  - square Dupleix ;
  - Dupleix, une station de métro ;
  - caserne Dupleix, une ancienne caserne aujourd'hui rasée ayant laissé place au quartier Dupleix.
- Le musée Dupleix est situé à Landrecies (Nord).